# Louveira
A louveira (Cyclolobium vecchi A. Samp. ex Hoehne) é uma árvore brasileira da família Fabaceae. É encontrada originarialmente no vale do Rio Mogi, estado de São Paulo. E também é uma espécie ameaçada de extinção. Contudo, existem alguns exemplares protegidos no Parque Nacional Itatiaia. Ela deu seu nome a cidade de Louveira, no estado de São Paulo - Brasil.